# José Ramírez Hernández
Andrés Ramírez Hernández (Guadalajara, Jalisco, México, 19 de marzo de 1996) es un futbolista mexicano que juega como defensa, actualmente se encuentra Sin Equipo.

## Estadísticas

### Clubes
Actualizado al último partido jugado el 19 de noviembre de 2021.
| C. A. Zacatepec · México          | 2.ª                 |                     |    |   |    |   |   |   |    |   |      |
| C. A. Zacatepec · México          | 2.ª                 | 2018                | 5  | 1 | 6  | 0 | - | - | 11 | 1 | 0.09 |
| C. A. Zacatepec · México          | 2.ª                 | 2018-19             | 22 | 4 | 7  | 0 | - | - | 29 | 4 | 0.14 |
| C. A. Zacatepec · México          | Total               | Total               | 27 | 5 | 13 | 0 | 0 | 0 | 40 | 5 | 0.13 |
| Leones Negros · México            | 2.ª                 |                     |    |   |    |   |   |   |    |   |      |
| Leones Negros · México            | 2.ª                 | 2019                | 3  | 0 | 1  | 0 | - | - | 4  | 0 | 0.00 |
| Leones Negros · México            | Total               | Total               | 3  | 0 | 1  | 0 | 0 | 0 | 4  | 0 | 0.00 |
| C. D. Tapatío · México            | 2.ª                 |                     |    |   |    |   |   |   |    |   |      |
| C. D. Tapatío · México            | 2.ª                 | 2020-21             | 18 | 1 | -  | - | - | - | 18 | 1 | 0.06 |
| C. D. Tapatío · México            | Total               | Total               | 18 | 1 | 0  | 0 | 0 | 0 | 18 | 1 | 0.06 |
| Tepatitlán F. C. · México         | 2.ª                 |                     |    |   |    |   |   |   |    |   |      |
| Tepatitlán F. C. · México         | 2.ª                 | 2021                | 13 | 0 | -  | - | - | - | 13 | 0 | 0.00 |
| Tepatitlán F. C. · México         | Total               | Total               | 13 | 0 | 0  | 0 | 0 | 0 | 13 | 0 | 0.00 |
| Total en su carrera               | Total en su carrera | Total en su carrera | 61 | 6 | 14 | 0 | 0 | 0 | 75 | 6 | 0.10 |
| (1) Incluye datos de Copa México. |                     |                     |    |   |    |   |   |   |    |   |      |